# Frank-Michael Schonert
Frank-Michael Schonert (* 30. August 1951) ist ein ehemaliger deutscher Fußballspieler.

## Werdegang
Der gelernte Maschinenschlosser Frank-Michael Schonert wechselte 1974 vom vormaligen Regionalligisten Heider SV in die neu gegründete 2. Bundesliga zum 1. SC Göttingen 05. Gleich im ersten Spiel war der Stürmer als Torschütze erfolgreich und auch in der Folgezeit war er der Torjäger der Göttinger. Bald darauf zeigte der FC Bayern München Interesse an Schonert. Obwohl die Vereine im Oktober 1974 bereits handelseinig waren – eine Ablösesumme von 330.000 Mark stand im Raum – kam der Wechsel aufgrund einer in einem Gesundheitstest attestierten Verletzungsanfälligkeit des Spielers doch nicht zustande. Entgegen der Beteuerung Schonerts nun erst recht motiviert zu sein, zeigte seine Formkurve anschließend etwas nach unten. Am 22. Spieltag handelte er sich zudem eine Rote Karte ein, die eine Sperre von acht Wochen nach sich zog.
Nach insgesamt 12 Toren in 27 Spielen und einem 10. Tabellenplatz seiner Mannschaft in der Staffel Nord ging er zur Saison 1975/76 für 300.000 Mark zu Fortuna Düsseldorf in die Bundesliga. Für die Fortuna bestritt er sechs Bundesligapartien, die seine einzigen bleiben sollten. In fünf von sechs Partien war er eingewechselt worden, ein Tor gelang ihm nicht. Noch im Herbst 1975 wechselte er zu Bayer 04 Leverkusen und damit wieder in die Nordstaffel der zweiten Liga. Dort stellte er, gerade im zweiten Jahr, wieder seine Torjägerqualitäten unter Beweis. Gegen seinen Ex-Klub Göttingen 05 gelang ihm 1976/77 der erste von drei Hattricks in seiner Profikarriere. Schonert, der in beiden Spielzeiten bester Torschütze der Leverkusener war (9 und 17 Tore), wurde 1977 von den in der Staffel Süd antretenden Offenbacher Kickers verpflichtet. Es folgte nach einem Jahr die Station FC 08 Homburg, doch erst ab 1979, nun beim SC Viktoria Köln, hatte er wieder eine ähnlich gute Torausbeute wie zuletzt in Leverkusen. Nach einem Kreuzbandriss musste Schonert seine Karriere beenden. Sein letztes Spiel für Köln in der zweiten Liga datiert vom 6. September 1980 und verzeichnet eine Auswechslung in der 36. Minute.
Anschließend ließ er sich zum Physiotherapeuten umschulen und arbeitet in dieser Funktion beim Evangelischen Krankenhaus Köln-Kalk (Stand: 2008). Von 2005 bis 2011 war er in derselben Funktion beim SV Bergisch Gladbach 09 tätig.

### Statistik
| Liga          | Spiele (Tore) |
| ------------- | ------------- |
| Bundesliga    | 006 0(0)      |
| 2. Bundesliga | 188 (70)      |
| Wettbewerb    |               |
| DFB-Pokal     | 011 0(2)      |